# 28538 Ruisong
28538 Ruisong este un asteroid din centura principală de asteroizi.

## Descriere
28538 Ruisong este un asteroid din centura principală de asteroizi. A fost descoperit pe 29 februarie 2000 la Socorro, New Mexico, în cadrul proiectului LINEAR. Asteroidul prezintă o orbită caracterizată de o semiaxă mare de 2,35 ua, o excentricitate de 0,14 și o înclinație de 6,9° în raport cu ecliptica.